# Pyura squamata
Pyura squamata är en sjöpungsart som beskrevs av Hartmeyer 1911. Pyura squamata ingår i släktet Pyura och familjen lädermantlade sjöpungar.
Artens utbredningsområde är Södra Ishavet. Inga underarter finns listade i Catalogue of Life.